# Familia revuelta
Familia revuelta (título original en inglés: Family Switch) es una película de comedia estadounidense de 2023 dirigida por McG, escrita por Adam Sztykiel y Victoria Strouse, y protagonizada por Jennifer Garner, Ed Helms y Emma Myers. La película está basada en el libro infantil Bedtime for Mommy de 2010 de Amy Krouse Rosenthal. 
Fue estrenada por Netflix el 30 de noviembre de 2023 y recibió reseñas positivas de los críticos.

## Reparto
- Jennifer Garner como Jess Walker
- Ed Helms como Bill Walker
- Emma Myers como CeeCee Walker
- Brady Noon como Wyatt Walker
- Rita Moreno como Angelica
- Matthias Schweighöfer como Rolf
- Vanessa Carrasco como Ariana
- Cyrus Arnold como Hunter Drew
- Ilia Isorelýs Paulino  como Kara
- Jordan Leftwich como Ava
- Xosha Roquemore como Carrie
- Bashir Salahuddin como Molson
- Paul Scheer como Steven
- Helen Hong como Simone
- Fortune Feimster como Coach Kim
- Ned Bellamy como Hanes
- Andrew Bachelor como Glen
- Dan Finnerty como Gus
- Howie Mandel como Barry
- Rivers Cuomo como Lake
- Brian Bell como Dave
- Scott Shriner como Scott
- Patrick Wilson como Patrick
- Pete Holmes como Peter
- Naomi Ekperigin como Naomi
- Adam Lustick como Spock
- Ravi Kapoor como Mr. Hollis
- Anwar Jibawi como Thunder
- Hannah Stocking como Lighting
- Mark McGrath como DJ Yukon Cornelius
- Bob Stephenson como papá de modales apacibles
- Benjamin Flores Jr. como Jefe
- Lauren Ash como Barb

## Producción
En febrero de 2021, se informó que Jennifer Garner protagonizaría la película, entonces titulada Family Leave. En noviembre de 2022, se informó que Ed Helms protagonizaría la película, con McG como director. En diciembre de 2022, Emma Myers y Brady Noon fueron elegidos como los hijos de los personajes de Garner y Helms.
La fotografía principal tuvo lugar en Los Ángeles en febrero de 2023, con Marc Spicer como director de fotografía.

## Estreno
Family Switch se estrenó en Netflix el 30 de noviembre de 2023.